# Obila latemaculata
Obila latemaculata là một loài bướm đêm trong họ Geometridae.